# Belvís de la Jara
Belvís de la Jara – gmina w Hiszpanii, w prowincji Toledo, w Kastylii-La Mancha, o powierzchni 114,02 km². W 2011 roku gmina liczyła 1788 mieszkańców.